# 高山条蕨
高山条蕨（学名：Oleandra wallichii）为条蕨科条蕨属下的一个种。